# Hydroptila tasmanica
Hydroptila tasmanica is een schietmot uit de familie Hydroptilidae. De soort komt voor in het Australaziatisch gebied.